# 纤细碎米荠
纤细碎米荠（学名：Cardamine gracilis）是十字花科碎米荠属的植物，是中国的特有植物。分布于中国大陆的云南等地，生长于海拔2,900米的地区，多生长于沼泽地，目前尚未由人工引种栽培。
其种加词来源于拉丁文“gracilis”，意为“纤细的”。